# Pollanisus acharon
Pollanisus acharon là một loài bướm đêm thuộc họ Zygaenidae. Nó là loài duy nhất được tìm thấy ở type specimen, a female probably collected in Cooktown in đông bắc Queensland.
Chiều dài cánh trước khoảng 7 mm đối với con cái.